# Arènes de la Real Maestranza de Caballería de Séville
Pour les articles homonymes, voir Maestranza.
Les Arènes de la Real Maestranza de Caballería de Séville (Plaza de Toros de la Real Maestranza de Caballería de Sevilla en espagnol, souvent appelée La Maestranza) sont les arènes de la ville espagnole de Séville, en Andalousie. Bâties entre le XVIIIe et le XIXe siècles, elles sont la propriété de l'institution militaire laïque qui leur donne leur nom, la Real Maestranza de Caballería.

Réputées par leur architecture caractéristique, elles constituent un des monuments les plus appréciés des touristes qui visitent la ville chaque année. Elles furent d'ailleurs classées monument historique en 1984. Elle sont en effet pour beaucoup les plus belles et les plus élégantes de toutes les arènes d'Espagne : 
« La plaza de Sevilla, por su clásica y noble arquitectura, por sus proporciones armoniosas, por su tradición, es sin duda la más bella y sugestiva de las plazas españolas  »
Par leur histoire et par la place de Séville dans le monde taurin, les arènes représentent l'un des hauts lieux de la corrida en Espagne. Elles accueillent l'une des plus importantes ferias au monde, la fameuse Feria de Abril.

## Historique

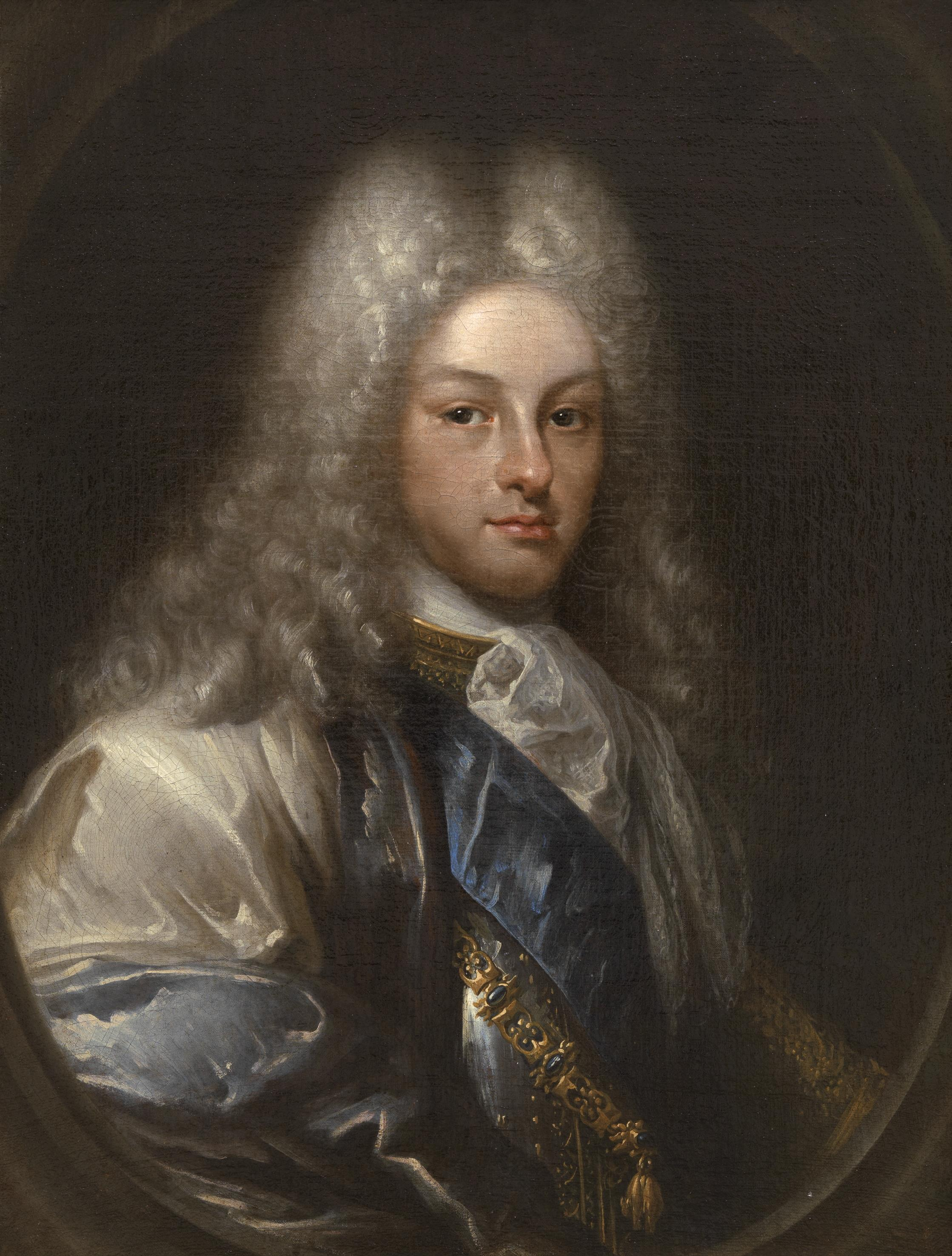
Philippe V, bienfaiteur de la Real Maestranza.

La tradition tauromachique est déjà bien ancrée dans l'Andalousie du XVIIIe siècle, où prédomine dans un premier temps la pratique équestre par les nobles. En 1730, le roi Philippe V d'Espagne, protecteur de la corporation de la Real Maestranza octroie à celle-ci le privilège d'organiser des corridas de toros. L'institution décide alors de faire bâtir sa propre arène à Séville, dans le quartier de El Arenal. La première arène est rectangulaire et en bois, et est installée à proximité de l'amphithéâtre actuel.
Les arènes rectangulaires ne répondent pas aux exigences du toreo, leurs angles offrent au taureau un refuge inapproprié (querencia) et dangereux pour les combattants. Par conséquent, la Real Maestranza se sépare en 1733 de ces arènes pour faire monter une structure ronde un peu plus loin, en un endroit connu comme le monte del Baratillo, toujours dans le quartier d'El Arenal, face au Guadalquivir.
Cette arène de bois circulaire est peu à peu entourée, à partir de 1749, de diverses dépendances. Abattoirs, écuries, maisons et magasins enveloppent progressivement le lieu des célébrations taurines, dont l'environnement commence à acquérir sa physionomie actuelle. Se pose dès lors la question d'une construction permanente, en maçonnerie. Celle-ci démarre en 1761, sous la direction de deux architectes : Francisco Sánchez de Aragón et Vicente de San Martín.
Dans un premier temps, les travaux avancent à vive allure, pour être ralentis par la suite. Le Palco del Príncipe (le balcon du prince), dédié au premier frère majeur de la famille royale, l'infant Philippe est achevé en 1765.
Au cours de la deuxième moitié du XVIIIe siècle, la corrida équestre pratiquée par la noblesse est tombée en désuétude. L'arrivée des Bourbons sur le trône d'Espagne en 1700 a provoqué un changement de mœurs à la cour et a définitivement détourné l'aristocratie de ce type de loisirs. La corrida à pied s'impose progressivement au cours de ce siècle, avec la codification du combat et l'avènement des premières figuras, tel Francisco Romero.
La désaffection des Bourbons pour les courses de taureaux atteint son paroxysme en 1786, lorsque Charles III d'Espagne interdit la célébration de tels spectacles. Sa décision est peu suivie d'effet. Les travaux de construction des arènes de Séville, commencées en 1761, sont interrompus, alors que seul un tiers du bâtiment est achevé. Ils reprennent quelque temps plus tard ; en 1800, la majeure partie des arènes est encore en bois.
Tout au long du XIXe siècle, la construction se poursuit, à un rythme nonchalant. En 1820, la couverture de la moitié des gradins supérieurs (gradas) est achevée. En 1868, le mauvais état du Balcon de la Députation entraîne sa restauration. Des balcons adjacents sont postérieurement ajoutés.
En 1881 est intégralement achevée la construction, soit cent-vingt ans après le début des travaux. L'architecte Juan Talavera termine l'édification des tribunes. Les arènes, restées ouvertes durant des décennies, sont entièrement refermées et le dernier tiers encore en bois disparaît pour laisser place à une œuvre toute de maçonnerie. L'étalement de la construction dans le temps explique la forme imparfaitement ovoïdale de la piste, forme unique dans l'univers tauromachique espagnol.
Le XXe siècle est le théâtre de restauration et de transformations de l'amphithéâtre. Entre 1914 et 1915, Aníbal González substitue les gradins en pierre, encore visibles sous la structure actuelle, par des tribunes en brique. Entre 1927 et 1951 furent bâtis le siège de la Real Maestranza de Caballería de Séville ainsi que la chapelle de l'institution, qui enveloppent le monument et lui confèrent cet aspect si particulier. Les arènes d'aujourd'hui sont le fruit de deux cents années d'efforts que les aléas politiques, sociaux ou financiers ne sont pas parvenus à altérer.

## Architecture

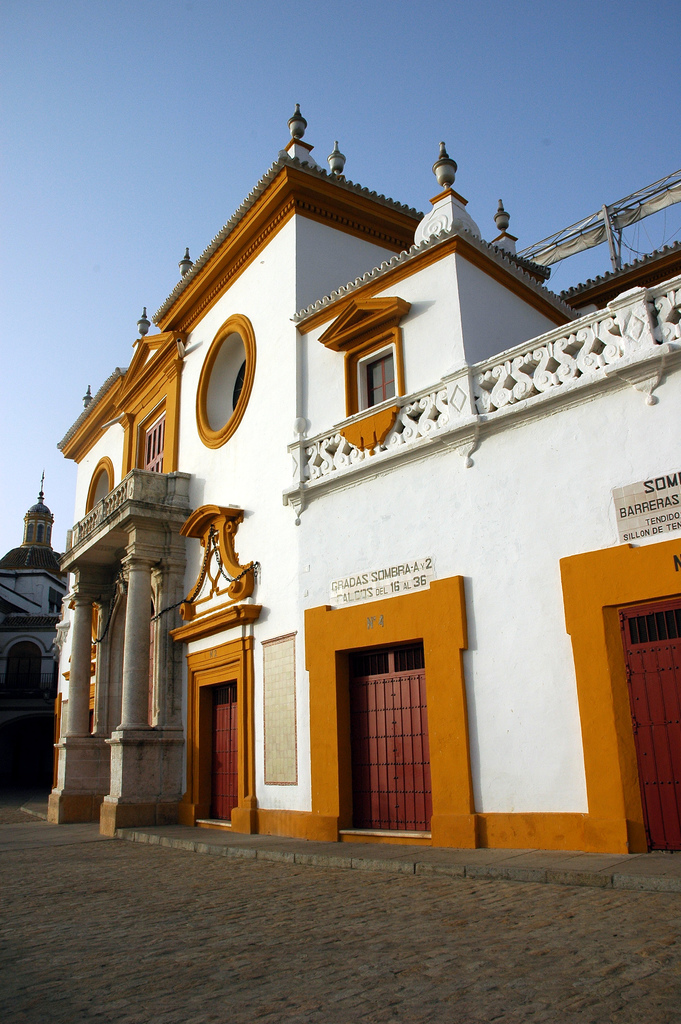
Façade des arènes de la Maestranza

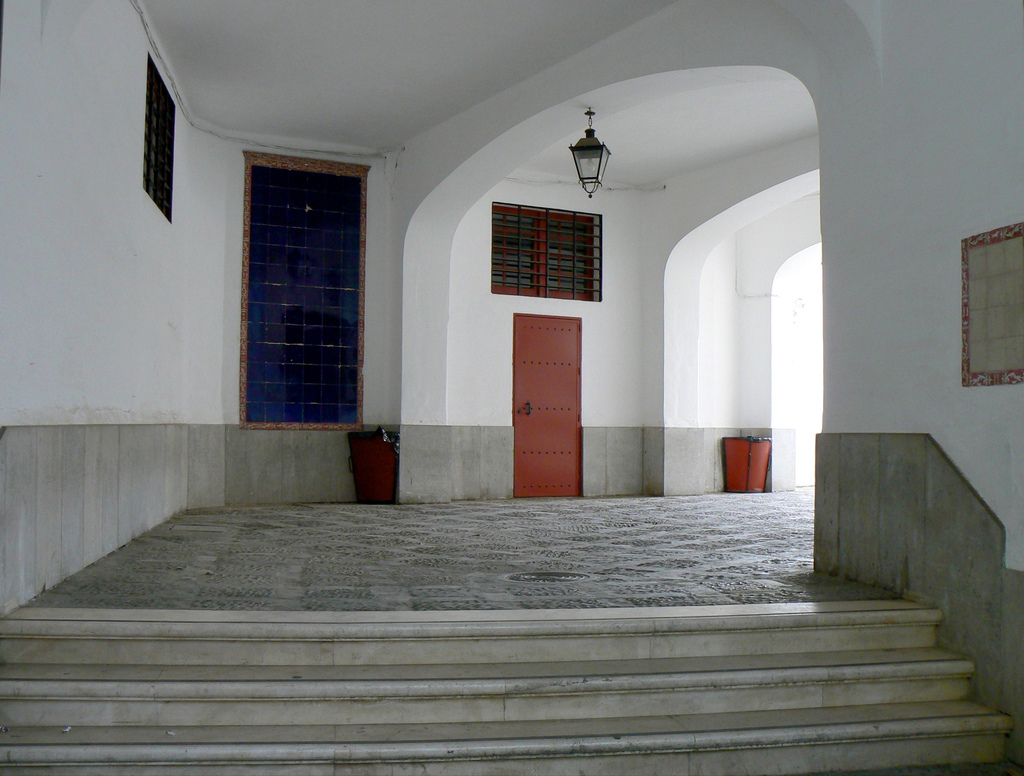
La calle Circo, qui enserre les arènes au nord

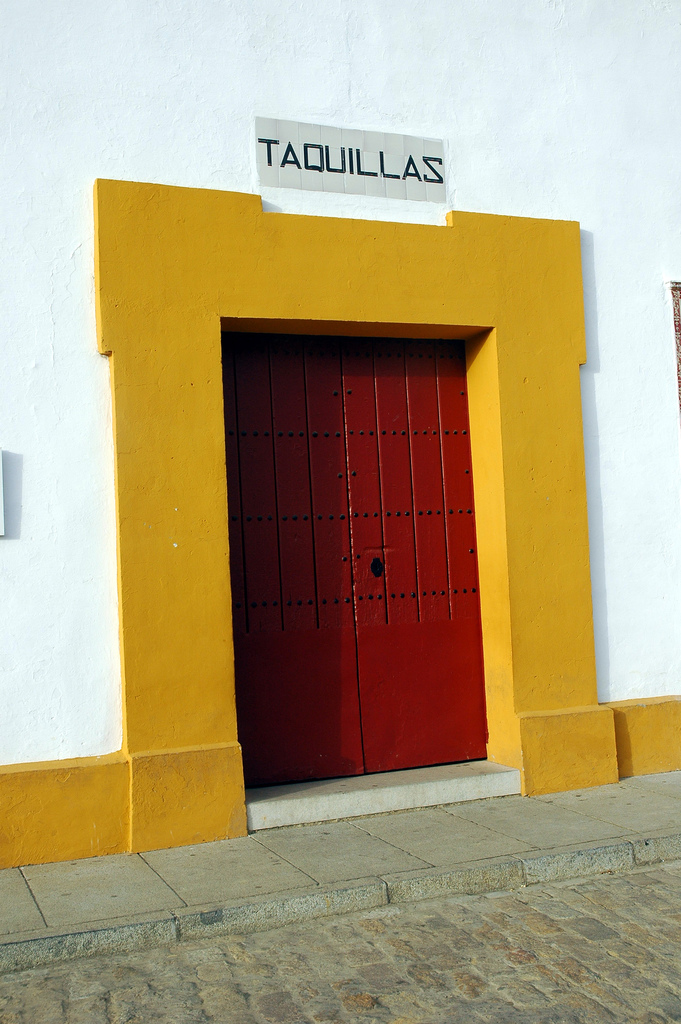
Détail de la façace : une porte d'accès aux guichets

### Extérieur
Les arènes de la Maestranza de Séville se dressent face au Guadalquivir, en plein cœur du quartier de El Arenal, sur une zone de faible élévation, connue sous le nom de monte del Baratillo. Elles sont enserrées entre le paseo Colón, la calle Adriano et la calle Antonio Díaz et forment ainsi, avec leurs dépendances, un triangle.
L'élément le plus marquant est sa situation, entourée pour plus de la moitié de sa circonférence par des constructions : seuls son côté sud et sa façade faisant face au fleuve, échappent à cette étreinte. Contrairement à la plupart des arènes espagnoles bâties dans une vaste esplanade ou une place dégagée, la Maestranza est totalement insérée au tissu urbain de la ville, dans lequel elle se fond, symbolisant en quelque sorte le profond ancrage de cette institution dans la cité.
Sans son architecture remarquable, elle apparaîtrait comme un bâtiment parmi tant d'autres, noyée dans la trame complexe des rues de la vieille Séville. L'accès à certains secteurs des gradins supérieurs se fait par des portes donnant sur la calle Adriano, que le simple passant ne distingue pas du reste de la rue. Les constructions qui l'enlacent le plus ostensiblement sont les propres installations de la corporation propriétaire de l'amphithéâtre, la Real Maestranza de Caballería, construites pour la plupart entre 1927 et 1951. Une simple ruelle en partie couverte sous forme de passage, la calle Circo, l'entoure et marque la limite entre l'enceinte taurine et le reste des bâtiments.
Les arènes à proprement parler se présentent sous la forme d'un polygone irrégulier à trente côtés inégaux, signe d'une construction qui s'est étalée pendant plus d'un siècle. L'architecture révèle une nette influence du baroque tardif, tendant vers le classicisme. La façade est flanquée, face au Guadalquivir, d'une gracieuse porte principale, la Puerta del Príncipe (porte du prince). Celle-ci est entourée de deux tourelles couronnées de toits de tuiles à quatre versants, percées d'oculi et de portes surmontées de frontons à volutes originaux. La porte en elle-même se compose de deux corps ou niveaux. Le premier consiste en un grand portail de pierre fermé d'une porte rouge sang de taureau. Le niveau supérieur est un balcon à balustrade relié au Balcon du Prince à travers une porte flanquée de pilastres doriques et d'un fronton.
L'aspect profondément sévillan de cette façade plus élégante que monumentale est accentué par les murs chaulés soulignés par les pointes d'ocre et de rouge sombre qui ornent certains éléments du décor, tels que les portes et leurs encadrements ou encore les corniches. Tout le côté sud de la façade est par ailleurs agrémenté d'une terrasse en premier niveau, qui donne accès aux gradins supérieurs. Ce corps de gradins est précédé d'une galerie à arcades fermée vers l'extérieur par une belle balustrade ajourée, le tout conférant davantage de grâce encore à l'ensemble.

### Intérieur
La structure interne des arènes est configurée par trois anneaux concentriques enroulés autour de la piste, elle aussi irrégulière. Le premier de ces anneaux comprend les gradins inférieurs non couverts (tendidos). Sous ces tribunes sont installés divers locaux destinés à l'accueil du public ou le stockage. Le deuxième anneau comprend les gradins supérieurs couverts, sous lesquels se trouve la galerie d'accès aux tendidos. Un troisième anneau renferme les différents services des arènes :  les cours où sont gardés les taureaux (corrales), la boucherie, l'infirmerie. Ce dernier est partiellement surmonté d'une terrasse ornée d'une galerie à arcades permettant l'accès à certains secteurs des gradins supérieurs. Des dépendances de la Real Maestranza ainsi que des logements particuliers occupent le reste de l'étage .

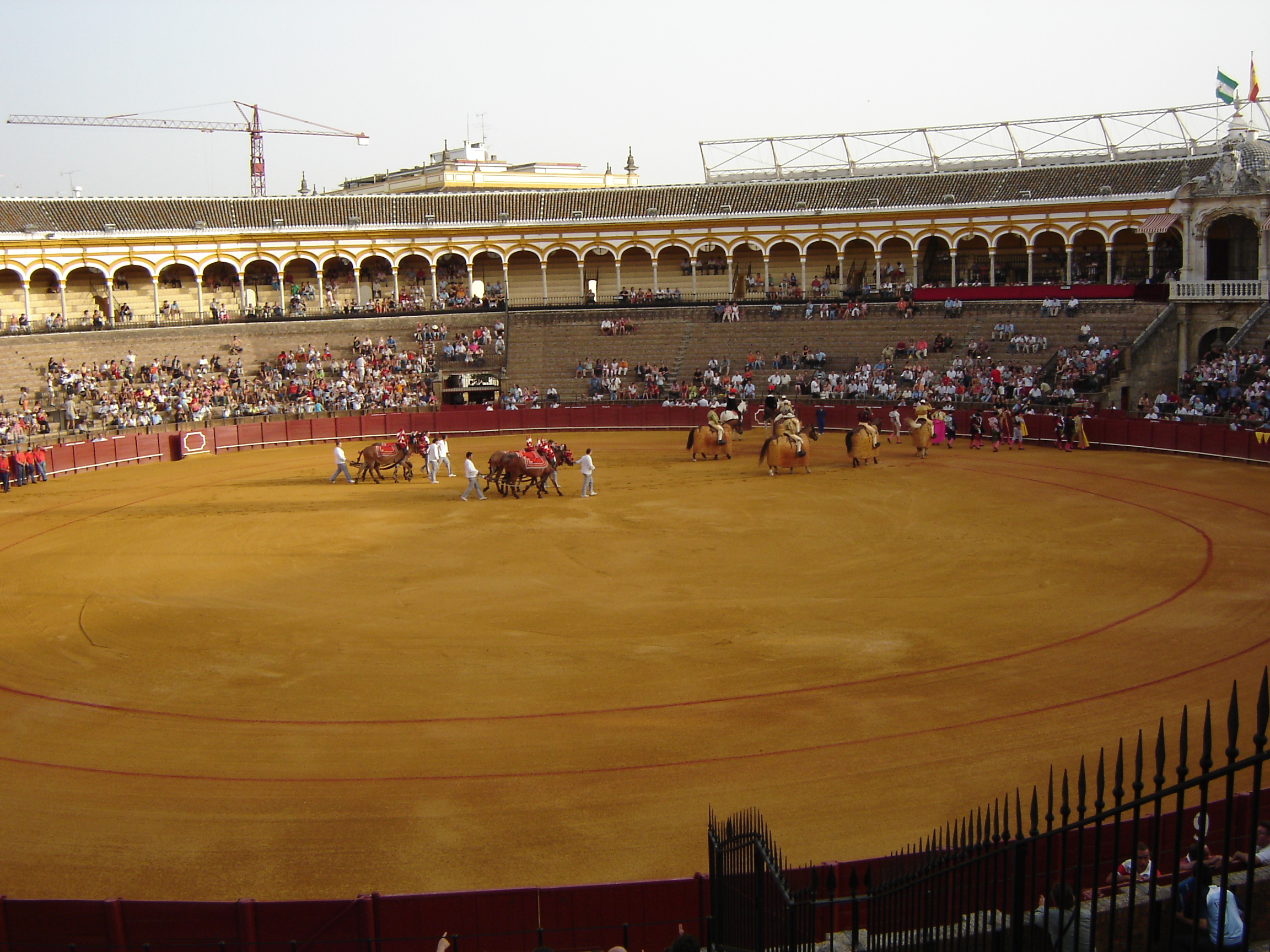
L'intérieur des arènes lors d'une novillada. À droite, le Balcon du Prince

Les gradins se présentent par conséquent en deux niveaux. Les gradins inférieurs, ou tendidos, ne sont pas couverts. Ils regroupent la majorité des places assises. La partie supérieure, les balcons et gradas, est couverte d'un toit de tuiles et séparée du niveau inférieur par une élégante galerie à arcades en plein-cintre reposant sur des colonnes toscanes de pierre. L'impression qui se dégage de cette organisation est celle de grâce[réf. nécessaire]et de légèreté[réf. nécessaire].
Deux éléments architecturaux renforcent la qualité architecturale de l'intérieur des arènes : le Palco del Príncipe et le Palco de la Diputación (balcons du prince et de la députation). Le Balcon du Prince fut bâti en 1765, en l'honneur du premier frère majeur de la corporation de la Real Maestranza issu de la famille royale, l'infant Philippe. Érigé comme une façade intérieure, il se décompose en deux corps superposés. Le premier, au registre inférieur, forme un portail donnant accès à la Porte du Prince à l'extérieur : il est l'équivalent de la grande porte dans les autres arènes, celle par laquelle sont portés en triomphe les toreros ayant coupé un minimum de trois trophées. Sortir par cette voie est la consécration de tout torero qui voit alors se réaliser l'un de ses rêves.
Le portail est flanqué de deux colonnes ioniennes et surmonté d'un blason sculpté. Le niveau supérieur forme le balcon proprement dit, exclusivement réservé à l'usage de la famille royale d'Espagne. Le balcon est clôturé par une balustrade et flanqué de colonnes corinthiennes encadrant un arc surmonté d'un fronton brisé. Au centre de ce fronton sont placées les armes de la famille royale sculptées, entourées de deux figures allégoriques. L'intérieur de la loge située en retrait du balcon est couverte d'une coupole.
Face au Balcon du Prince se trouve le balcon de la Députation, qui surplombe la porte du toril. Moins luxueux que le premier, il est agrémenté d'une balustrade de marbre, et des armes de la Real Maestranza sculptées.

## Les corridas à la Maestranza

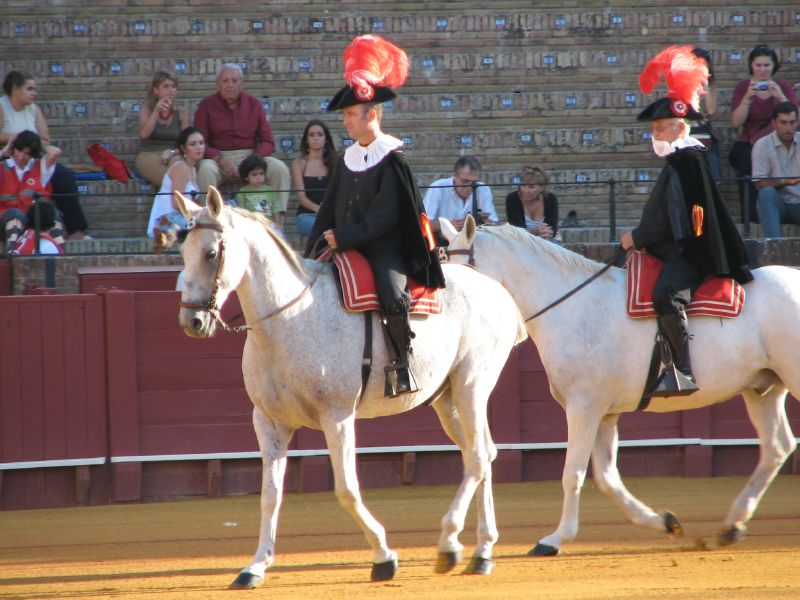
Paseo à la Maestranza : les alguaciles

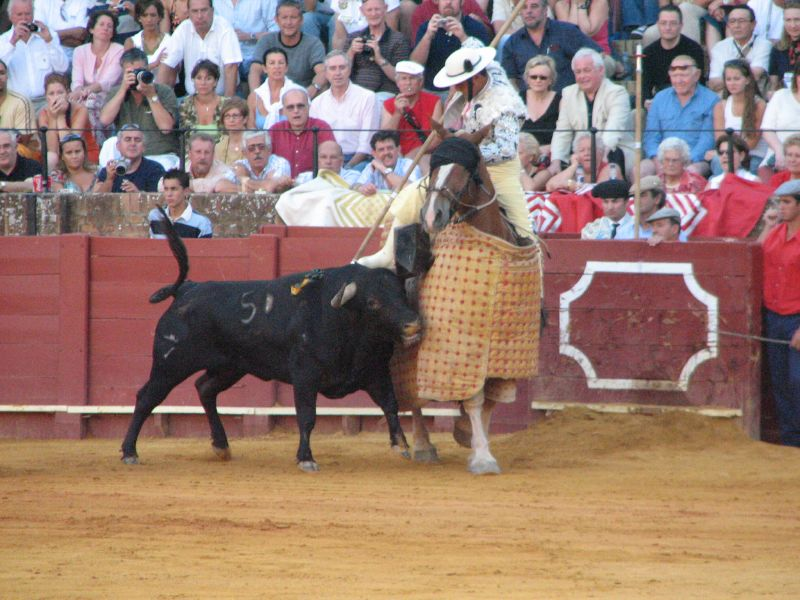
Tercio de piques à la Maestranza

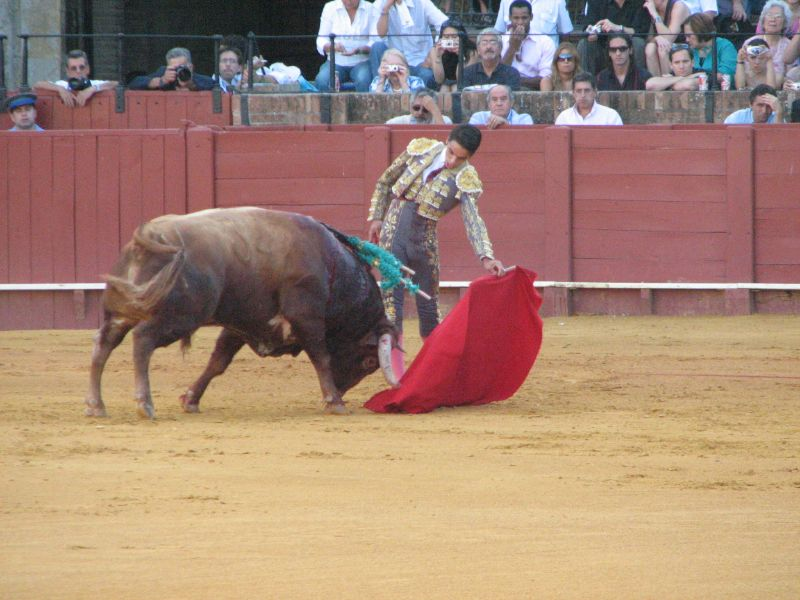
Faena à la Maestranza

### Fonctionnement
Les arènes de la Maestranza appartiennent à la première catégorie, qui regroupe les arènes de capitales de provinces organisant au moins quinze spectacles annuels, dont au moins dix corridas. La Real Maestranza de Caballería de Séville, propriétaire des lieux délègue depuis 1934 l'organisation des spectacles à un prestataire privé, l'entreprise Pagés, tenue par Diodoro Canorea depuis 1959, puis par son fils Eduardo depuis 2000. Les maestrantes (membres de la corporation nobiliaire) conservent un droit de regard sur la programmation, et disposent de loges spéciales pour les courses de taureaux.
L'arène ne dispose « que » de 12 538 places, ce qui est loin d'en faire l'une des plus vastes arènes du pays. Madrid, Barcelone, Pampelune ou Cordoue la devancent largement. La première corrida lors de laquelle fut coupée une oreille eut lieu en 1915, au cours de la Feria de San Miguel, en septembre, qui vit triompher Joselito El Gallo. À cette époque, marquée par la dualité entre Joselito et Juan Belmonte, une autre arène fut édifiée à Séville, la Plaza de Toros monumental. L'arène, construite à partir de 1916, fut inaugurée en 1918, et pouvait accueillir jusqu'à 23 000 spectateurs. Son histoire fut brève : en 1920 eut lieu la dernière corrida, et en 1930 commença sa destruction.

### Latemporada
La temporada sévillane suit un cycle annuel immuable, dans une ville très attachée aux traditions. La saison débute officiellement le dimanche de Pâques, dernier jour de la Semaine sainte. A lieu ce jour-là la plus prestigieuse corrida de l'année, la corrida del Domingo de Resurrección, comparable en importance à la corrida de bienfaisance de Madrid ou à celle du jour de San Fermín à Pampelune.
La Feria de Abril commence une semaine ou quinze jours plus tard, en fonction du calendrier festif de la ville. Elle commence un vendredi pour s'achever un dimanche quinze jours plus tard. Elle s'étale durant dix-sept jours et compte dix-huit spectacles taurins, dont deux corridas de rejoneo. À compter du deuxième lundi, la feria taurine coïncide avec la Feria de Abril à proprement parler : la grande fête populaire annuelle sévillane.
L'une des grandes traditions de cette feria est la miurada (corrida de l'élevage de Miura), qui clôture chaque année le cycle le dernier dimanche. La programmation fait intervenir les grandes figuras du toreo, comme des toreros plus modestes et présente essentiellement des élevages andalous réputés : Conde de la Corte, Cuadri, ou Domecq. Quoique cette caractéristique ait tendance à s'atténuer, rares sont les élevages castillans, estrémègne ou portugais invités à participer : en 2008, Valdefresno et Puerto de San Lorenzo de Salamanque, Palha du Portugal, Victorino Martín et Alcurrucén de Cáceres, El Ventorrillo de Tolède étaient présents. La Feria de Abril est sans conteste l'un des cycles taurins les plus sérieux et les plus courus au monde[réf. nécessaire], comme en témoigne la couverture médiatique dont elle fait l'objet.
Aux mois de mai et de juin sont organisées des novilladas chaque dimanche. Une corrida a lieu à l'occasion du Corpus Christi, ainsi que pour le 15 août, fête de la Vierge des Rois, copatronne de Séville. La Feria de San Miguel se tient en septembre. Autrefois plus importante que la Feria de Abril, elle se résume à deux corridas le dernier week-end du mois. La saison se termine le 12 octobre, fête de la Vierge du Pilar, avec une corrida.

## Protection
Les arènes font l’objet d’un classement en Espagne au titre de bien d'intérêt culturel depuis le 7 décembre 1983.